# Negra Primerenca
Negra Primerenca es un cultivar de higuera de tipo higo común Ficus carica, unífera (con una sola cosecha por temporada, los higos de otoño), con higos de epidermis con color de fondo negro azulado, y con sobre color negro rojizo. Se cultiva en la colección de higueras de Montserrat Pons i Boscana en Llucmajor (España).

## Sinonimia
- “sin sinónimo”,[4][6][7]

## Historia
Actualmente la cultiva en su colección de higueras baleares Montserrat Pons i Boscana, rescatada de un ejemplar o higuera madre localizada en el predio de "son Verí" en el término de Marrachí, el esqueje fue suministrado por Antoni Cañellas i Dumas, conocedor de gran número de higueras de aquellos parajes.
La variedad 'Negra Primerenca' es poco conocida y cultivada en las Islas Baleares, casi bien se limita al lugar donde se localizó.

## Características
La higuera 'Negra Primerenca' es una variedad unífera de tipo higo común. Árbol de vigorosidad elevada, y buen desarrollo en terrenos favorables, copa redondeada porte esparcido con ramas alargadas y follaje apretado, con poca emisión de rebrotes. Sus hojas son de 3 lóbulos en su mayoría, y pocas de 1 lóbulo. Sus hojas con dientes presentes márgenes serrados. 'Negra Primerenca' tiene mucho desprendimiento de higos, con un rendimiento productivo mediano y periodo de cosecha prolongado. La yema apical cónica de color verde amarillento.
Los frutos de la higuera 'Negra Primerenca' son frutos de un tamaño de longitud x anchura:33 x 51mm, con forma ovoidal. Los higos son de tamaño grande, sus frutos son simétricos en la forma, uniformes en las dimensiones, con un bajo porcentaje de frutos aparejados y de formaciones anormales, de unos 32,430 gramos en promedio, cuya epidermis es de grosor delgado, de textura medio áspera, de consistencia mediana, color de fondo negro azulado, y con sobre color negro rojizo. Ostiolo de 0 a 2 mm con escamas pequeñas negras. Pedúnculo de 0 a 2 mm cilíndrico verde oscuro. Grietas ausentes. Costillas marcadas. Con un ºBrix (grado de azúcar) de 23 de sabor dulce ácido, con color de la pulpa rojo oscuro. Con cavidad interna mediana, con aquenios medianos en tamaño y en bastante cantidad. Los frutos maduran con un inicio de maduración de los higos sobre el 8 de agosto a 27 de septiembre. Cosecha con rendimiento productivo mediano, y periodo de cosecha prolongado.
Se usa en alimentación humana en fresco, y también en alimentación del ganado porcino y ovino. Difícil abscisión del pedúnculo, y mediana facilidad de pelado. Resistentes a la apertura del ostiolo, mediana al agriado, y al transporte. Susceptibles al desprendimiento del árbol cuando madura.

## Cultivo
'Negra Primerenca', se utiliza en alimentación humana en fresco, y también en alimentación del ganado. Se está tratando de recuperar de ejemplares cultivados en la colección de higueras baleares de Montserrat Pons i Boscana en Llucmajor.